# 张敏情
张敏情（1967年—），女，汉族，陕西西安人，中华人民共和国政治人物。现任中国人民武装警察部队工程大学电子技术系主任，教授，博士生导师。第十四届全国政协委员。